# Aria (compagnie aérienne)
Pour les articles homonymes, voir Aria (homonymie).
 (août 2008).
Si vous disposez d'ouvrages ou d'articles de référence ou si vous connaissez des sites web de qualité traitant du thème abordé ici, merci de compléter l'article en donnant les références utiles à sa vérifiabilité et en les liant à la section « Notes et références ».
Aria est une compagnie aérienne, basée initialement sur l'aéroport de Bâle-Mulhouse-Fribourg.

## Histoire
Jean-Christophe Lejeune, commandant de bord et professionnel du transport aérien, est à l'initiative de ce projet. Il s'est entouré d'une équipe forte et expérimentée qui offre une grande complémentarité de compétences tant dans le domaine de l'aéronautique que dans celui de l'entreprise.
Jean-Christophe Lejeune a enregistré sa société Aria le 07 juillet 2003.
La compagnie aérienne ARIA est la volonté de 9 actionnaires originaires de Gironde, Corse, La Rochelle, Le Luxembourg, la Belgique, la région parisienne et les Hauts de France.
Le conseil d'administration désigna M. Lejeune comme Président et M. Dufour comme vice-Président, tous les deux actionnaires d'Aria dont le siège social était établi à Soulac-sur-Mer en Gironde.
La stratégie d'Aria consiste à redémarrer  les lignes précédemment exploitées par Crossair et qui n'ont pas été reprises par d'autres avec un appareil Beechcraft 1900 de 19 places.
Jean-Christophe Lejeune est le pilote à bord de cette compagnie mais aussi à bord du Beechcraft 1900 car lui même commandant de bord, c'est ce dernier qui sera aux commandes.
Aria reprend le 25 octobre 2004, la ligne régulière entre Bâle/Mulhouse et Toulouse arrêtée en 2001 par la compagnie Crossair, ligne essentiellement destinée à la clientèle d'affaires à raison de 2 rotations quotidiennes directes,.
L'avion de 19 places partait de Mulhouse à 06h10 pour arriver à Toulouse à 08h10. Il repartait de Toulouse à 08h30 pour arriver à Mulhouse à 10h30. Il y repartait à 18h10 pour arriver à Toulouse à 20h10, repartait à 20h30 pour arriver à Mulhouse à 22h30, du lundi au vendredi.
Elle compte atteindre 12 000 passagers dans un premier temps, compte  tenu des capacités de son appareil avec un trafic majoritairement business à hauteur de 70 % contre 30 % loisirs. Crossair transportait 37 000 passagers par an sur cette ligne.
Elle cesse ce service régulier le mardi 25 janvier 2005 et s'oriente alors vers le marché du vol à la demande. Elle a préféré suspendre sa ligne en raison de son choix de ne vendre qu’une partie de ses sièges sur GDS qui l’a fortement pénalisée. Elle envisage une reprise mais cette fois-ci des ventes via les agences de voyages.
Aria veut se positionner alors sur les lignes inter-régionales de l'ancienne compagnie Crossair comme Toulon-Toulouse.
L'unique avion de la compagnie a été basé à Coventry (Angleterre) et a volé sur toute l'Europe et une partie de l'Afrique pour des contrats de fret ou de passagers, de l'Ouest de l'Irlande à la Roumanie, des îles Féroé à Dakar en passant par les Shetlands.
Les deux premiers exercices fiscaux fortement négatifs (montage et ligne régulière) ont pénalisé la croissance de l'entreprise qui a néanmoins survécu, remboursé ses dettes et affiché une rentabilité de 6 % pour l'exercice 2005-2006 sur un seul avion.
Néanmoins le Beechcraft 1900C utilisé a été vendu par ses propriétaires (Danish Air Transport) et Aria s'est retrouvée sans avion fin novembre 2006.
Aria a tenté de louer un appareil plus petit (Beechcraft 90) mais son état technique était si mauvais qu'il a été rendu à son propriétaire.
En mars 2007, Aria cherche toujours des partenaires financiers pour reprendre son développement sur un marché qu'elle connaît bien et sur lequel il est possible de se développer.
Depuis le 6 juin 2007, la compagnie est en liquidation judiciaire.

## Réseau
- Mulhouse - Toulouse (2004-2005)

## Flotte
La flotte était composée d'un Beechcraft 1900 immatricullé OY-JRI, en novembre 2006. Il a été immatriculé F-GJRI,.
Aria compte à ce jour provisoirement un Beechcraft 90C en liste de flotte.
La flotte était composée d'un Beechcraft 1900C jusqu'en novembre 2006. À la fin du contrat de crédit-bail du Beechcraft, sans possibilité de reconduction ni de financement, la solution a été choisie d'exploiter un Beech 90C loué à la société LOCAVIA.
L'état technique de cet appareil était impropre à l'utilisation en transport public de passagers et a conduit ARIA après deux mois d'arrêt à dénoncer le contrat de location et à poursuivre la société propriétaire.

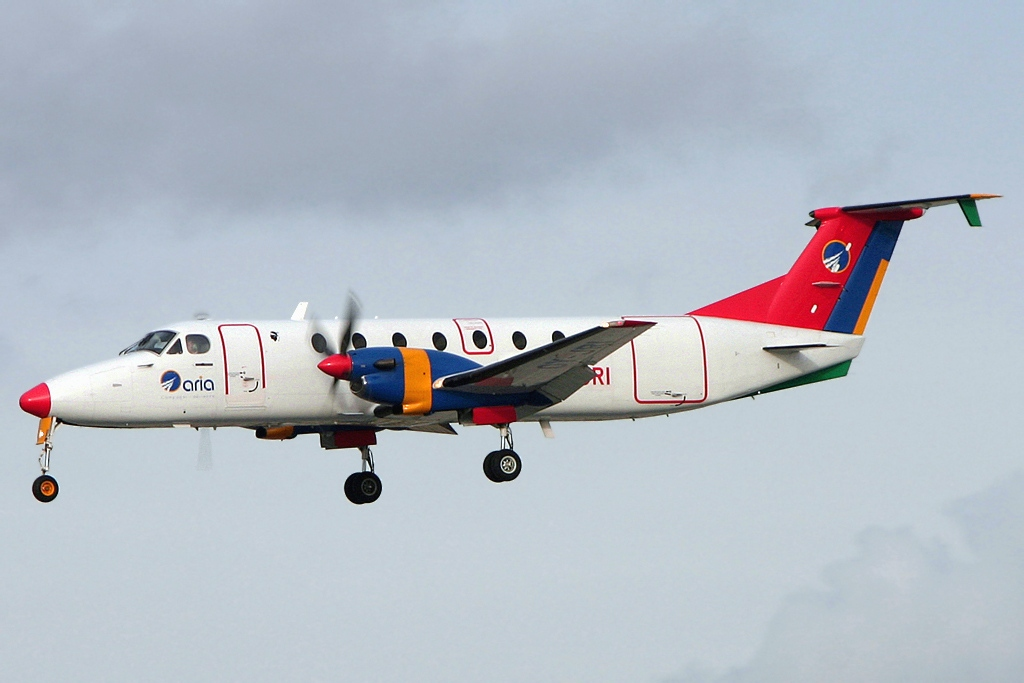
Beech 1900C immatriculé OY-JRI d'Aria à FARO au Portugal le 31 décembre 2005